# Neoxyphinus termitophilus
Espèce
Synonymes
- Dysderina termitophila Bristowe, 1938
- Neoxyphinus ogloblini Birabén, 1953

Neoxyphinus termitophilus est une espèce d'araignées aranéomorphes de la famille des Oonopidae.

## Distribution
Cette espèce se rencontre au Brésil dans les États du Rio Grande do Sul, de Santa Catarina, du Paraná, de São Paulo, du Mato Grosso do Sul, du Mato Grosso, de Goiás, du Minas Gerais, de Bahia, du Tocantins, du Piauí, du Maranhão et du Pará et en Argentine dans la province de Misiones,.

## Description
Le mâle décrit par Abrahim, Brescovit, Rheims, Santos, Ott et Bonaldo en 2012 mesure 2,05 mm et la femelle 2,37 mm.

## Publication originale
- Bristowe, 1938 : Some new termitophilous spiders frow Brazil. Annals and Magazine of Natural History, sér. 11, vol. 2, p. 67–73.